# Mount Smithson
Mount Smithson är ett berg i Antarktis. Det ligger i Västantarktis. Nya Zeeland gör anspråk på området. Toppen på Mount Smithson är 3 776 meter över havet.
Terrängen runt Mount Smithson är huvudsakligen bergig, men åt sydost är den kuperad. Trakten är obefolkad. Det finns inga samhällen i närheten. 